# Guairá (departamento)
Guairá é um departamento do Paraguai. Sua capital é a cidade de Villarrica.

## Distritos
O departamento está dividido em 18 distritos:
- Borja
- Capitán Mauricio José Troche
- Coronel Martínez
- Doctor Botrell
- Félix Pérez Cardozo
- General Eugenio A. Garay
- Independencia
- Itapé
- Iturbe
- José A. Fassardi
- Mbocayaty del Guairá
- Natalicio Talavera
- Ñumí
- Paso Yovai
- San Salvador
- Tebicuary
- Villarrica
- Yataity del Guairá